# Сіді аль-Аячі
Сіді Мухаммад аль-Аячі (араб. محمد بن أحمد المالكي الزياني العياشي, ?- 30 квітня 1641) — марокканський марабут, джихадист і військовий лідер, один з очільників піратської Республіки Сале. Також відомий під прізвиськом «Святий з Сале».

## Біографія
Вважається, що Сіді Мухаммад аль-Аячі походив з арабського племені Бені Малек з регіону Гарб в Марокко.

### Губернатор Аземмура
Після смерті султана Ахмада аль-Мансура в 1603 році, в Марокканському султанаті розпочалась тривала боротьба за владу між декількома його спадкоємцями та іншими претендентами на трон і країна поступово стало впадати в стан анархії, а султанська влада суттєво ослабла. Зануренням Марокко в стан затяжної громадянської війни, скористалась Іспанія, яка в 1610 році захопила місто Лараче, а в 1614 році місто Аль-Мамура. У свою чергу східні території Марокко до міста Таза захопив османський Алжирський еялет. Султан Зідан Абу Маалі, що двічи втрачав владу над країною, призначив Сіді аль-Аячі губернатором (каїдом) Аземмура. Проте очевидна нездатність султана захистити країну від іноземних загарбників-християн призвела до того, що Сіді аль-Аячі самостійно оголосив джихад нападникам і почав власні військові дії проти Іспанії.

### Захоплення влади в Республіці Сале
9 квітня 1627 року в Марракеші стався землетрус, а 21 квітня пройшов град розміром з яйце, деякі з яких пробили стелі наметів. Ці події вважали поганою ознакою, які спровокували заворушення. У квітні 1627 року Сіді аль-Аячі підняв повстання проти Ахмада аль-Мансура і захопив владу в напівнезалежній піратській республіці Сале, яка з 1624 року існувала в портових містах Сале і Нове Сале (сучасний Рабат) по обох берегах гирла річки Бу-Регрег. Через ускладнення політичної ситуації, Нове Сале покинув її перший губернатор і адмірад її флоту голандський ренегат Ян Янсзон (Мурат-реїс молодший) і Сіді аль-Аячі перетворив напівнезалежну до того республіку на повністю незалежну державу, яка відмовилась сплачувати данину султану.
Сам термін «Сале» в ті часи служив для назви співтовариства, утвореного трьома містами. Крім власне Старого Сале (сучасне Сале), до складу республіки входили Нове Сале (Рабат) і Касба Удая. Старе Сале на чолі з Сіді аль-Аячі на правому березі річки залишалось переважно традиціоналістським містом з корінним арабським та єврейським населенням і ісламськими школами, яким керували релігійні марабути, тоді як Нове Сале і Касба на лівому березі Бу-Регрег були піратським осередком, населення якого складалось з іспанських морисків і європейських ренегатів та шукачів пригод усіх мастей. Через культурну і мовну різницю, відносини між трьома містами всередині Республіки Сале були непрості і часто напружені.
Вже через місяць, у травні 1627 року британський дипломат Джон Гаррісон уклав договір із Сіді аль-Аячі. Голландці також надали рішучу підтримку Сіді аль-Аячі, постачаючи йому зброю. Аль-Аячі посилає своїх представників (ймовірно, европейців-ренегатів) до двору короля Англії Карла I — Мохаммеда бен Саїда (Лопес де Запар) у 1627 році, Ахмеда Нараваеса в тому ж році та Мохаммеда Клафішу в 1629 році 8 . Таким чином піратська республіка Сале отримала визнання низки європейських держав і у старому кварталі сучасного Рабата до сьогодні збереглася «Вулиця Консулів», де в часи республіки Селе розміщувалися дипломатичні представництва Англії, Франції та Нідерландів.
В своєму джихаді проти іспанських загарбників Сіді аль-Аячі, вочевидь, міг спиратись на піратів Республіки Сале і залучати їх до військових дій, зокрема не лише марокканських маврів, але й  морисків та англійців. Йому вдалося знову захопити у іспанців Аль-Мамуру, хоча й тимчасово, і поширити свою владу аж до Тази.
У 1631 році війська Сіді аль-Аяші завдали важкої поразки іспанському гарнізону Лараша, на який вони влаштували засідку, убивши в підсумку 600 іспанців.
1636 року султаном став саадит Мухаммад аш-Шейх і економічна, а особливо фінансова криза в Марокко призвела до того, що в центрі та півночі держави поширилися повстання різних берберських племен, завії (суфійського братства) з міста Діла та марабутів інших релігійних напрямків.
Нескінченні війни і зміни союзів між протибрчими сторонами в Марокко дозволяли Республіці Сале залишатись незалежною, але поступово представники кожної із ворогуючих сторін стали звертати на Сале свої погляди.

### Конфлікт з завією Діли
1637 року титул шейха завії (суфійського братства) Діли успадкував Мухаммед аль-Хадж. На чолі завії Діли Мухаммед аль-Хадж почав захоплювати значні території на півночі Марокко. Він встановив свою владу над берберами долини річки Мулуя, зайняв провінцію Тадела, 26 жовтня 1638 року у битві біля Ваді'л-Абід завдав поразки султану, в 1640 року став володарем Мекнеса.
В 1640 році в Республіці Сале виник конфлікт між марабутами на чолі з Сіді аль-Аячи з Сале і андалузськими морисками з Нового Сале. Муджахири завії Діли спробували втрутились в цей конфлікт, але перша кампанія була невдалою для війська Діли. Проте вже в квітні 1641 року війську завії Діли вдалось завдати поразки Республіці Сале і нав'язати їй свою релігійну гегемонію. Після цього Сіді аль-Аячі вигнали з міста, а 30 квітня 1641 його було вбито.

## Республіка Сале після смерті Сіді аль-Аячі
Під владою завії Діли Республіка Сале зберігла свою автономію, але була змушена сплачувати Ділаїтам данину і вони призначили свого каїда (губернатора). Підпорядкування Республіки Сале надало Мухаммеду аль-Хаджу флот та постійну данину зі здобичі від піратських нападів. 1643 року Мухаммед аль-Хадж приборкав в Сале повстання андалузських морисків, що намагалися отримати допомогу від османів та Саадитів. 1659 року, після смерті останнього саадитського султана Ахмада II Мухаммед аль-Хадж оголосив себе новим султаном Марокко.
У 1666 році альтернативним султаном оголосив себе Мулай ар-Рашид з династії Алавітів, який 1667 року захопив Фес і розпочав війну з військами Діли. Під час цієї війни він захопив міста Нове Сале і Сале та поклав край незалежності республіки. 18 червня в битві біля Батн-аль-Румман (Середній Атлас) Мулай ар-Рашид завдав армії Діли нищівної поразки та об'єднав усю територію Марокко під своєю владою, після чого республіка Сале остаточно припинила своє існування. 